# Funtumia africana
Funtumia africana är en oleanderväxtart som först beskrevs av George Bentham, och fick sitt nu gällande namn av Otto Stapf. Funtumia africana ingår i släktet Funtumia och familjen oleanderväxter. Inga underarter finns listade i Catalogue of Life.